# Mycetophila mesorphina
Mycetophila mesorphina är en tvåvingeart som beskrevs av Speiser 1911. Mycetophila mesorphina ingår i släktet Mycetophila och familjen svampmyggor.
Artens utbredningsområde är Peru. Inga underarter finns listade i Catalogue of Life.